# Nadja abd el Farrag
Nadja abd el Farrag, dite  Naddel, née le 5 mars 1965 à Hambourg (RFA) où elle meurt le 9 mai 2025, est une animatrice de télévision et chanteuse allemande.

## Biographie
Nadja abd el Farrag naît d'un père soudanais et d'une mère allemande. Elle a une sœur de deux ans sa cadette. Elle suit une formation d'aide-pharmacienne.
Dans les années 1980, elle est choriste dans Blue System, un projet de Dieter Bohlen. Elle se fait connaître alors qu'elle devient sa compagne de 1989 à 1996 et de 1997 à 2001. Après leur séparation, elle entame une carrière de présentatrice, plus tard de chanteuse et d'auteure.
En janvier et octobre 1999, elle pose pour le magazine Playboy. Le 4 septembre de la même année, elle présente pour la première fois Peep! (de), une émission érotique sur RTL II. L'émission est clôturée le 6 août 2000. Elle apparaît dans les magazines à scandale lorsque son sein gauche est dénudé dans une émission de télévision. En 2001, elle a une courte liaison avec Ralph Siegel.
Après deux ans de travail dans des services de soins pour personnes âgées, elle réapparaît avec un livre de recettes de cuisine et puis une vidéo expliquant la danse orientale. En septembre 2003, elle publie un livre dans lequel elle fait le récit de sa jeunesse et de sa vie avec Dieter Bohlen. Elle y tient des propos contre le comte Gerd Bernadotte, l'ancien manager, qui la poursuit en justice pour diffamation.
En octobre et novembre 2004, elle participe à la seconde édition allemande sur RTL Television de Je suis une célébrité, sortez-moi de là !, où elle finit deuxième. En 2005, elle est l'invitée durant une semaine de Big Brother.
Fin 2006, elle enregistre en duo avec Kurt Elsasser la chanson Blinder Passagier pour son album Weiße Pferde. En 2007, elle chante avec le nom d'artiste de « Naddel » dont elle fait une marque et puis se produit aussi comme DJ l'année suivante.
En 2009, elle est la représentante de la marque Orion (de) et est présente au salon érotique Venus Berlin (de). La même année, elle est en conflit avec les producteurs de Big Brother qui ont appelé une candidate Naddel.

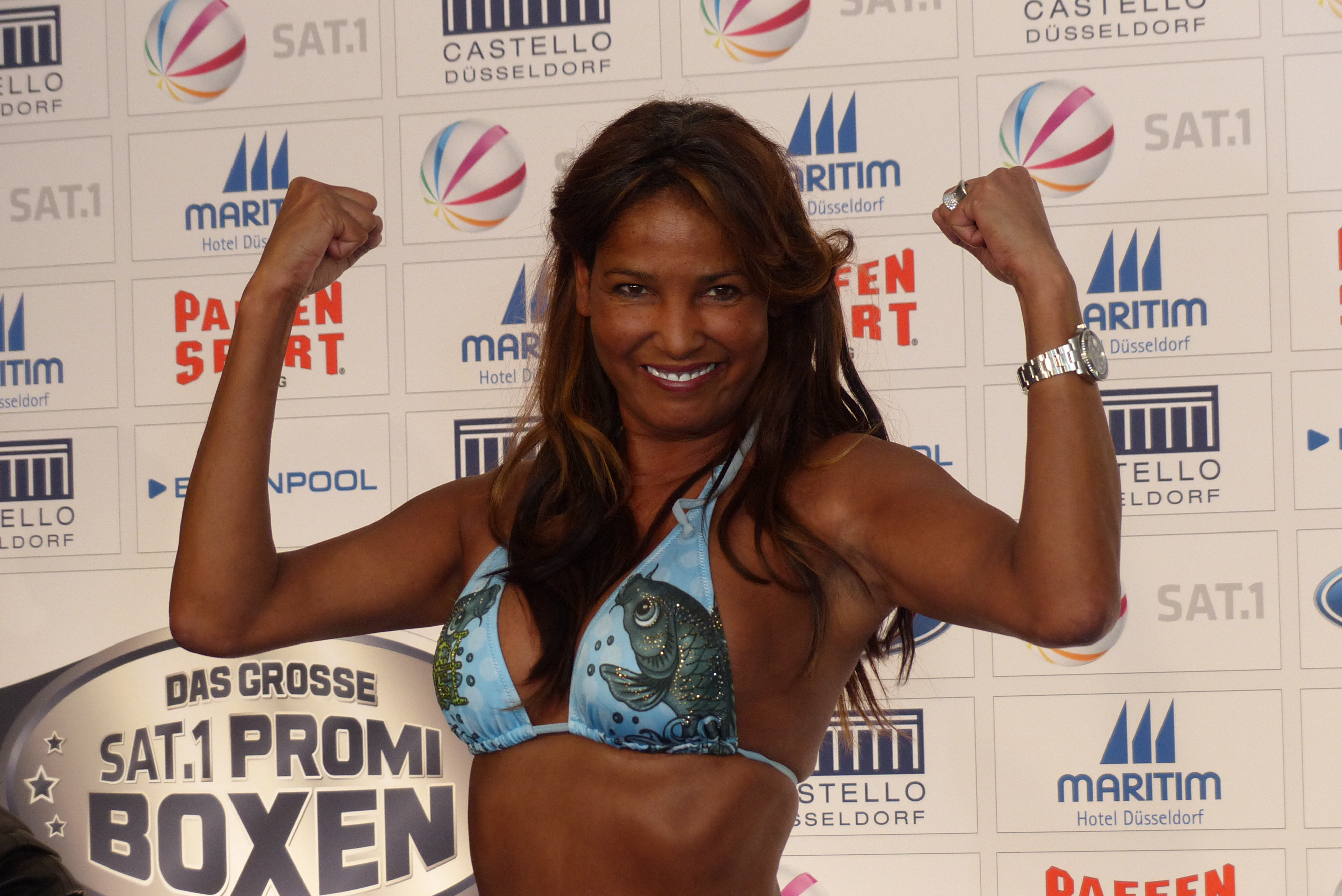
Nadja abd el Farrag lors de l'émission ' en 2013.

En août 2011, elle enlève sa perruque avec laquelle elle apparaissait depuis 15 ans et réapparaît quelques jours dans Big Brother. En mars 2013, elle participe à l'émission de télé-réalité Promiboxen (de) sur Sat.1 qui met en scène des « people » dans des combats de boxe.
Nadja Abd el Farrag meurt le 9 mai 2025 à l'âge de 60 ans, dans une clinique de Hambourg en Allemagne. La cause du décès est un syndrome de défaillance multiviscérale.

## Discographie
- Der Kult im Camp!, chanson pour le Sampler Dschungel Stars 2: Dschungelfieber, 2004
- Weiße Pferde, avec Kurt Elsasser, album, 2007
- Blinder Passagier, avec Kurt Elsasser, single, 2007
- Weil Ich Dir Vertrau, avec Kurt Elsasser, single, 2008
- Amore Per Sempre, avec Kurt Elsasser, single, 2008
- Heimat, avec Kurt Elsasser, single, 2008
- Kleiner Hai, Onkel Balu feat. Ray jr. vs. Naddel, single, 2008
- Sun of Mallorca, single, 2009
- Zieh dich aus kleine Maus, single, 2010
- The Beat is on, T. Cane feat. Nadja Abd el Farrag et Greg Bannis, single, 2011

## Publications
- Naddel kocht verführerisch gut, Südwest, Munich 2001,  (ISBN 3-517-06538-2).
- Ungelogen – (k)eine Liebesgeschichte, Herbig, Munich 2003,  (ISBN 3-7766-2339-X).